# SMCO4
SMCO4 (англ. Single-pass membrane protein with coiled-coil domains 4) – білок, який кодується однойменним геном, розташованим у людей на короткому плечі 11-ї хромосоми. Довжина поліпептидного ланцюга білка становить 59 амінокислот, а молекулярна маса — 6 738.
| 10         |  | 20         |  | 30         |  | 40         |  | 50         |
| ---------- |  | ---------- |  | ---------- |  | ---------- |  | ---------- |
| MRQLKGKPKK |  | ETSKDKKERK |  | QAMQEARQQI |  | TTVVLPTLAV |  | VVLLIVVFVY |
| VATRPTITE  |  |            |  |            |  |            |  |            |

A: Аланін

D: Аспарагінова кислота

E: Глутамінова кислота

F: Фенілаланін

G: Гліцин

I: Ізолейцин

K: Лізин

L: Лейцин

M: Метіонін

P: Пролін

Q: Глутамін

R: Аргінін

S: Серин

T: Треонін

V: Валін

Локалізований у мембрані.